# ودعت دالوكاي
ودعت علي دالوكاي (بالتركية: Vedat Ali Dalokay)‏ ‏(10 نوفمبر 1927 - 21 مارس 1991) هو مهندس معماري تركي شهير، وعمدة سابق لمدينة أنقرة. اشتُهر لبنائه مسجد الملك فيصل في إسلام آباد في باكستان.

## حياته الشخصية
ولد ودعت في مدينة معمورة العزيز في تركيا في سنة 1927 من والده إبراهيم باي وهو من بلدة برتك. وأكمل تعليمه الإعدادي والثانوي في نفس مدينته. ثم انتقل لمدينة إسطنبول لإكمال دراسته الجامعية، وتخرج من كلية الهندسة المعمارية في جامعة إسطنبول التقنية سنة 1949. ثم في سنة 1952 أكمل دراسته العُليا في معهد العمران والتنمية الحضرية من جامعة باريس في فرنسا.

## مسيرته

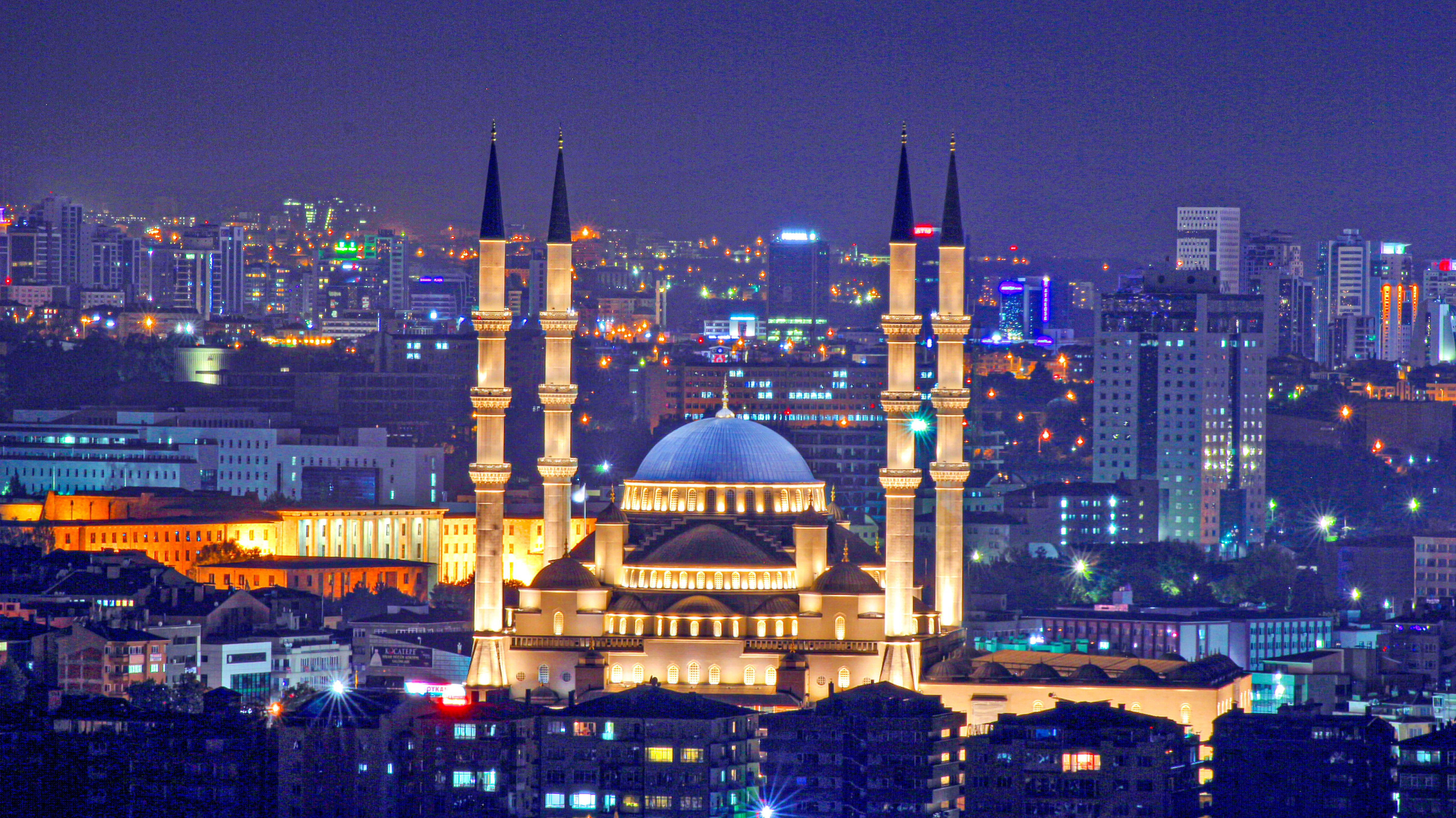
جامع خوجه تبه في أنقرة

مُنح دالوكاي الثقة لإنشاء العديد من المباني المُهمة حول العالم، منها مبنى البنك الإسلامي للتنمية في الرياض في السعودية سنة 1981، ومسجد الملك فيصل الأكثر شُهرة من بين أعماله في إسلام آباد في باكستان والذي انتهى منه سنة 1987.
صمم جامع خوجه تبه في أنقرة، ولكن نتيجة للانتقادات المثيرة للجدل لم يُبنى، وفي وقت لاحق أُعيد تصميمه مُستخدماً أساسات مسجد الملك فيصل.
في عام 1973 انتُخب رئيساً لبلدية أنقرة ضمن حزب الشعب الجمهوري (CHP)، وذلك حتى سنة 1977.

## وفاته
قُتل ودعت دالوكاي في حادث سير في 21 مارس 1991، وقتل فيه أيضاً زوجته عائشة (44 سنة) وابنه باريز (17 سنة).